# Народни музеј у Вроцлаву
Народни музеј у Вроцлаву (пољ. Muzeum Narodowe we Wrocławiu) јесте музејска установа у Пољској основана 1947. године, као један од главних огранака Народног музеја Пољске. Музеј садржи једну од већих збирки дела савреме уметности у Пољској.

## Стална поставка
Међу сталном поставком на различитим спратовима Музеја налазе се четири одвојена дела подељена по уметничким периодима и историјским епохама. Најстарија је „Шлеска уметност од 12. до 16. столећа“, која садржи гробнице шлеских принчева и истакнута дела готске уметности у Пољској. Други део сталне поставке је „Шлеска уметност од 16. до 19. столећа“ и садржи скулптуре, слике и декоративну уметност од шлеске ренесансе до романтизма. Трећи део је „Пољска уметност од 17. до 19. века“ са предоминантно барокним портретима. Музеј садржи и збирку „Европска уметност 15–20 столећа“, која представља дела европски значајних уметника као што су Питер Бројгел Млађи, Лука Кранах Старији, Франсиско Зурбаран, Ловис Коринт, Елизабет Виже-Лебран, Василиј Кандински и други. Уметност створена током 20. столећа део је збирке „Пољска уметност 20. столећа“.

## Галерија
- Питер Бројгел Млађи, Зимски пејзаж (око 1586)
- Георг Пенц, Христос са венцом трња (1544)
- Франсиско Зурбаран, Христос на стубуn (1661)
- Лука Кранах Старији, Ева (око 1531)
- Бернандо Белото, Улазак Јержија Осолинског у Рим 1633, (1779)
- Василиј Кандински, Вече, (1903)
- Јозеф Хелмоњски, Лов (1882)
- Јан Матејко, Заклетва Јана Казимира (1893)
- Тадеуш Маковски, Пушачи лула (1930)